# Miarinarivo
 Coordenadas : orientação de latitude inválida, deve ser "N" ou "S"

Miarinarivo é uma cidade do planalto central de Madagáscar. Ela fica a 100 km da capital Antananarivo. e é sede da unica Arquidiocese catolica de Madagascar